# Jan van Bolhuis
Jan van Bolhuis (Groningen, gedoopt 16 januari 1750 – Warffum, 19 juli 1803) was een Nederlands rechter en regent.

## Leven en werk
Van Bolhuis werd in 1750 in Groningen geboren als een zoon van Michiel van Bolhuis (1713-1764) en Alagonda Beckeringh (1710-1780). Hij was aanvankelijk rechter te Warffum. Nadien werd hij rechter van zeven jurisdicties in de Ommelanden. Later werkte Van Bolhuis als secretaris en ontvanger van het Winsumer- en Schaphalsterzijlvest. Daarnaast was hij plaatsvervanger voor de Nationale Vergadering en in 1796 werd hij lid van het plaatselijk bestuur van Warffum.
Van Bolhuis bezat tevens verschillende boerderijen (heerdsteden) en was in de achttiende eeuw een bekend pornografiekenner in De Ommelanden.
Van Bolhuis trouwde te Warffum op 28 april 1784 met Trijntje Jans (1757-1838), dochter van een dagloner. Uit dit huwelijk werden twee kinderen geboren, Alagonda in 1784, gehuwd met Doje Pieters van Zeeburgh (1779-1820), en Catharina in 1789, gehuwd met Jan Arkema (1791-1863). Van Bolhuis overleed op 53-jarige leeftijd te Warffum. Zijn broer was de predikant Lambertus van Bolhuis en de historicus Jan Bolhuis van Zeeburgh was een achterkleinzoon van Van Bolhuis.